# Meliphaga orientalis
El mielero montesino (Meliphaga orientalis) es una especie de ave paseriforme de la familia Meliphagidae endémica de Nueva Guinea y el archipiélago Raja Ampat.

## Distribución y hábitat
Se encuentra a lo largo de la cordillera Central de la isla de Nueva Guinea y las vecinas islas Raja Ampat. Su hábitat natural son los bosques húmedos tropicales de los montes y las faldas de las montañas.